# Barèges
Barèges is een gemeente in het Franse departement Hautes-Pyrénées (regio Occitanie) en telt 238 inwoners (2006). De plaats maakt deel uit van het arrondissement Argelès-Gazost.

## Geografie
De oppervlakte van Barèges bedraagt 42,8 km², de bevolkingsdichtheid is 6,0 inwoners per km².

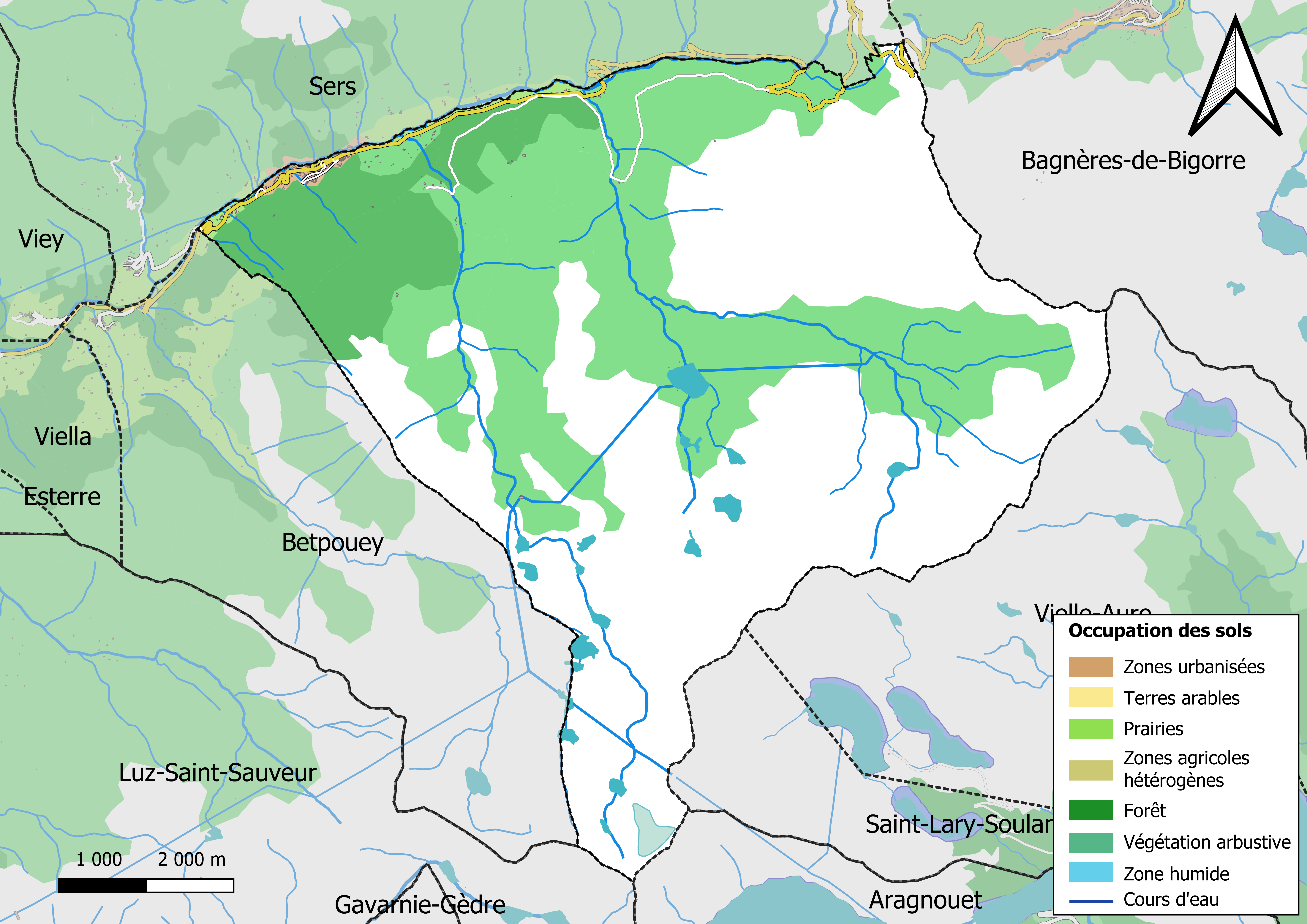
Kaart van de gemeente met belangrijkste infrastructuur, bodemgebruik en omliggende gemeenten

Het dorp leeft van de thermale baden (Thermes de Barèges en Thermes de Barzun), bergtoerisme en van het skiseizoen. De thermale baden worden gevoed door bronnen met warm zwavelhoudend water. De diverse bronnen worden gemengd tot de juiste temperatuur wordt bereikt. Veel Fransen nemen een door de ziektekostenverzekeraars vergoede kuur van drie weken voor o.a artritis en luchtwegaandoeningen.
Barèges ligt in de rand van het Nationale Park van de Pyreneeën. In en rond het dorp worden alle bergsporten en -activiteiten aangeboden, zoals parapente, wandelen, fietsen en bergbeklimmen. Eén keer per jaar komt de Tour de France langs, vaak naar beneden, soms naar boven. Het hoogtepunt van die etappe is de Tourmalet, op 12 km van Barèges.
In de winter staat het dorp in het teken van skiën. Het skigebied Barèges-La Mongie is het grootste skigebied in de Franse Pyreneeën.

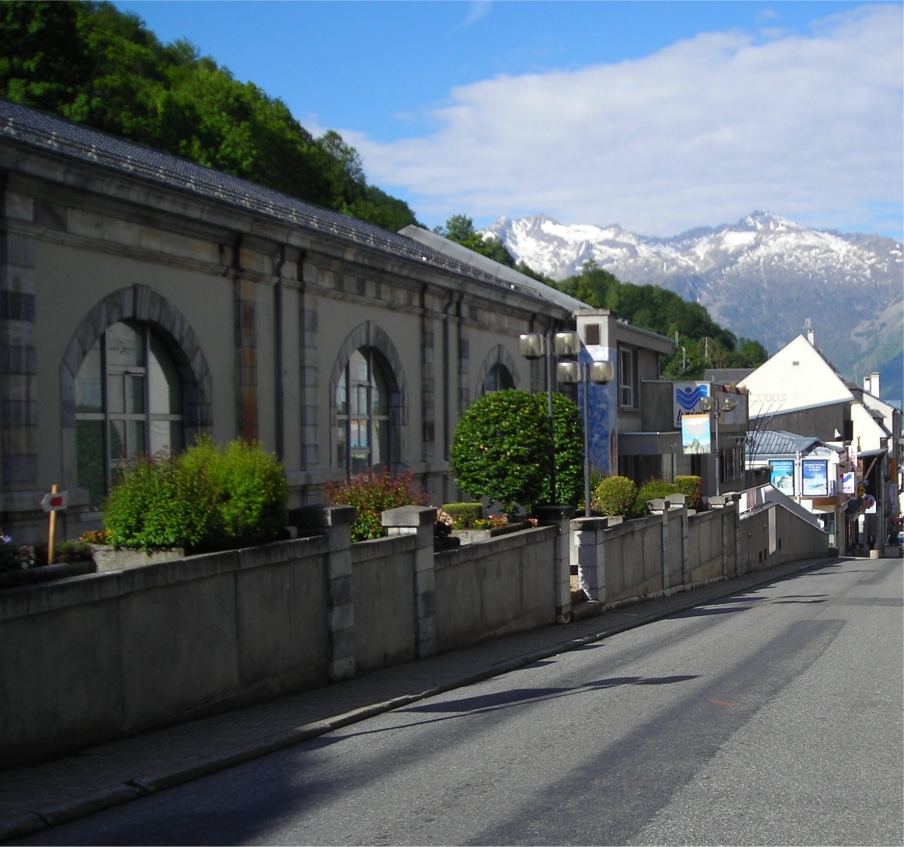
Barèges
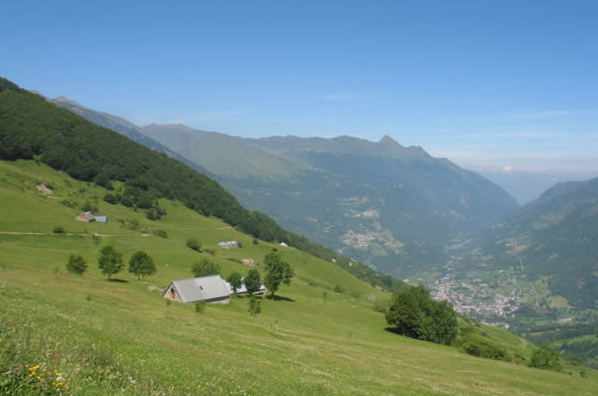
Vallei

## Demografie
Onderstaande figuur toont het verloop van het inwonertal (bron: INSEE-tellingen).